# Anton Mikita
Anton Mikita (* 3. června 1950) je bývalý slovenský fotbalista, obránce.

## Fotbalová kariéra
V československé lize hrál za Tatran Prešov. Gól v lize nedal. V Poháru UEFA nastoupil ve 3 utkáních.

### Prvoligová bilance
| Ročník                                   | Zápasy | Góly | Minuty | Klub          |
| ---------------------------------------- | ------ | ---- | ------ | ------------- |
| 1. československá fotbalová liga 1973/74 | 12     | 0    | 1 038  | Tatran Prešov |
| CELKEM                                   | 12     | 0    | 1 038  |               |